# 滨海拉普兰
滨海拉普兰（法語發音：[la plɛn syʁ mɛʁ] ⓘ）是法国大西洋卢瓦尔省的一个市镇，位于该省西南部，大西洋海滨，属于圣纳泽尔区。

## 地理
滨海拉普兰（47°8'15"N, 2°11'23"W）面积16.39 平方千米，位于法国卢瓦尔河地区大区大西洋卢瓦尔省，该省份为法国西北部沿海省份，位于布列塔尼半岛东南部，北起伊勒-维莱讷省，西北接莫尔比昂省，西临大西洋，南至旺代省，东临曼恩-卢瓦尔省。
与滨海拉普兰接壤的市镇（或旧市镇、城区）包括：波尔尼克、普雷法耶、圣米歇尔谢夫谢夫。

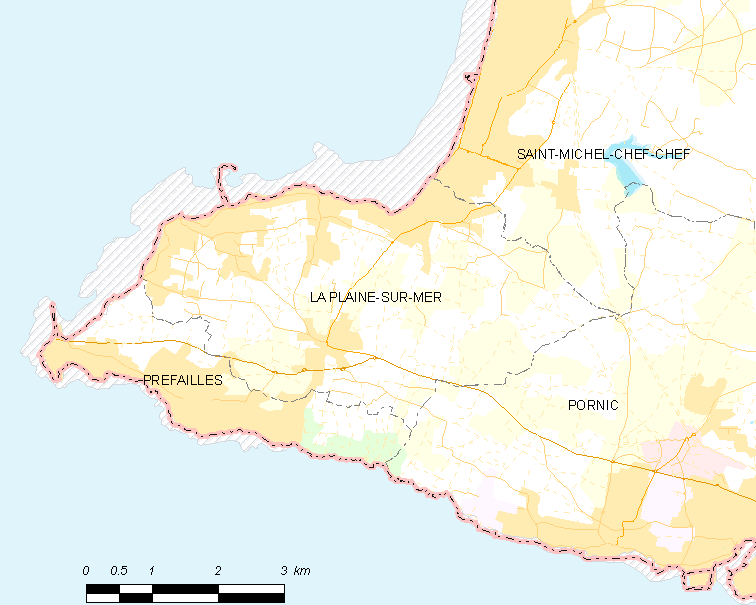
滨海拉普兰的OSM定位图

滨海拉普兰的时区为UTC+01:00、UTC+02:00（夏令时）。

## 行政
滨海拉普兰的邮政编码为44770，INSEE市镇编码为44126。

## 政治
滨海拉普兰所属的省级选区为波尔尼克县。

## 人口

1962-2008年间滨海拉普兰人口变化图示

滨海拉普兰于2022年1月1日时的人口数量为4617人。